# 扭肢宽胸溪蟹
扭肢宽胸溪蟹（学名：Latospotamon obtortum）为溪蟹科宽胸溪蟹属的动物。在中国大陆，分布于贵州等地，常见于海拔2200米山涧溪流石块下。